# Federico Vega (futbolista)
Federico Vega (Ciudad de San Luis, Provincia de San Luis, 16 de octubre de 1990) es un futbolista argentino. Juega de mediocampista y su equipo actualmente se encuentra libre.

## Clubes
| Club                     | País      | Año         |
| ------------------------ | --------- | ----------- |
| Estudiantes de San Luis  | Argentina | 2008 - 2017 |
| Sp. Villa de la Quebrada | Argentina | 2017 - 2018 |

## Palmarés
| Título              | Club                 | País      | Año  |
| ------------------- | -------------------- | --------- | ---- |
| TDI 2012            | Sportivo Estudiantes | Argentina | 2012 |
| Argentino B 2012/13 | Sportivo Estudiantes | Argentina | 2013 |
| Federal A 2014      | Sportivo Estudiantes | Argentina | 2014 |